# Salem (Connecticut)
Salem es un pueblo ubicado en el condado de New London en el estado estadounidense de Connecticut. En el año 2005 tenía una población de 4,094 habitantes y una densidad poblacional de 55 personas por km².

## Geografía
Salem se encuentra ubicado en las coordenadas 41°28′59″N 72°15′59″O / 41.48306, -72.26639.

## Demografía
Según la Oficina del Censo en 2000 los ingresos medios por hogar en la localidad eran de $68,750 y los ingresos medios por familia eran $75,747. Los hombres tenían unos ingresos medios de $48,173 frente a los $36,364 para las mujeres. La renta per cápita para la localidad era de $27,288. Alrededor del 1% de la población estaban por debajo del umbral de pobreza.